# Juanfran (football, 1976)
Pour les articles homonymes, voir Juan García (homonymie), García et Juanfran.
Juan Francisco García dit Juanfran, né le 15 juillet 1976 à Valence en Espagne, est un footballeur international espagnol qui évolue au poste de défenseur du milieu des années 1990 au milieu des années 2010. Il est désormais entraîneur.

## Biographie

### Joueur
Juanfran commence sa carrière professionnelle dans son club formateur du Levante UD en 1994. Il attire l'attention du grand club de la région, le Valence CF. Après trois saisons au club de Levante UD, Juanfran signe à Valence pour un million d'euros. Le 31 août 1997, il joue son premier match de la Primera División, avec une défaite 2-1 au RCD Majorque et il joue à cinquante reprises pour le club.
Juanfran signe au Celta de Vigo en 1999 pour quatre millions d'euros. Il demeure au club jusqu'à 2004 où il a été un titulaire incontesté. Il participe notamment à la Coupe de l'UEFA et la Ligue des champions 2003-04. Cependant, en 2003-04, le Celta est relégué en Segunda División. Son arrivée au Celta lui fait franchir un palier et le voit être convoqué en équipe d'Espagne à onze reprises, entre 2000 et 2003. Il participe notamment à la Coupe du monde 2002, prenant part à trois matchs alors que la Roja est éliminée en quarts de finale par la Corée du Sud au terme d'une rencontre controversée.
Après avoir quitté la Galice en 2004, Juanfran rejoint club turc du Beşiktaş JK, mais il tombe vite en disgrâce avec la direction de l'équipe (l'entraîneur qui l'a amené à Istanbul a été limogé au milieu de la saison). Il passe donc la saison 2005-06 en prêt dans le club néerlandais de l'Ajax Amsterdam.
Lors de la saison 2006-07, Juanfran retourne en Espagne et rejoint le Real Saragosse pour un million et demi d'euros. Il devient un élément clef de la défense de l'équipe. La saison suivante, l'équipe est reléguée en deuxième division.
Le 30 juillet 2008, Juanfran signe un contrat de deux ans avec l'AEK Athènes. Il est fréquemment titulaire pendant son passage en Grèce, mais à la fin du mois de janvier 2010, il est prêté à son premier club professionnel, le Levante UD, jusqu'à la fin de la saison de deuxième division. À peine quelques semaines plus tard, Juanfran rachète son contrat avec l'AEK, et signe jusqu'en juin 2012.
Juanfran demeure quatre ans dans son club formateur et prend sa retraite à l'issue de la saison 2015-16.

### Parcours d'entraîneur
- 2020-oct. 2020 :  CD Lugo
- avr. 2023-2023[1] :  CD Ponferradina
- mars 2024-juin 2024 :  CD Ponferradina

## Palmarès
- Levante UD
  - Vainqueur de la Segunda División B : 1996
- Valence CF
  - Vainqueur de la Coupe d'Espagne : 1999
  - Vainqueur de la Coupe Intertoto : 1998
- Celta de Vigo
  - Vainqueur de la Coupe Intertoto : 2000
  - Finaliste de la Coupe d'Espagne : 2001
- Ajax Amsterdam
  - Vainqueur de la Coupe des Pays-Bas : 2006
- AEK Athènes
  - Finaliste de la Coupe de Grèce : 2009